# Raionul Milove, Luhansk
Milove (în ucraineană Міловський район, transliterat: Milovskîi raion) este un raion în regiunea Luhansk, Ucraina. Reședința sa este așezarea de tip urban Milove.

## Demografie
Componența lingvistică a raionului Milove
     Ucraineană (73,84%)
     Rusă (24,12%)
     Alte limbi (0,19%)
Conform recensământului din 2001, majoritatea populației raionului Milove era vorbitoare de ucraineană (73,84%), existând în minoritate și vorbitori de rusă (24,12%).